# الکترا (فیلم ۲۰۰۵)
الکترا (به انگلیسی: Elektra) یک فیلم ابرقهرمانی محصول سال ۲۰۰۵ به کارگردانی راب بومن که بر اساس شخصیت مارول کامیکس الکترا ساخته شده است. همچنین این فیلم اسپین آفی از فیلم بی‌باک در این فیلم جنیفر گارنر، گوران ویسنجیک، کریستن پراوت، ترنس استامپ، ویل یان لی، کری هیرویوکی تاگاوا، ناتاشا مالته، کالین کانینگهام و جیسون ایساکس بازی کردند.

## خلاصه داستان
پس از داستان فیلم دردویل، «الکترا» که بتازگی از مرگ نجات یافته اکنون سعی دارد از یک مرد و دختر ۱۳ ساله اش در مقابل مامورانی که دارای قدرت‌های ماورای طبیعی هستند محافظت کند…